# Польша на «Детском Евровидении — 2022»
Польша участвовала на «Детском Евровидении — 2022», которое состоялось 11 декабря 2022 года в Ереване, Армения. Польский телевещатель TVP выбрал представителя с помощью национального отбора, финал которого состоялся 25 сентября 2022 года. На конкурсе страну представила Лаура Бончкевич с песней «To The Moon». Она заняла десятое место, набрав 95 баллов.

## Предыстория
До конкурса 2022 года Польша участвовала на «Детском Евровидении» 7 раз: в 2003 и 2004 годах страна занимала последнее место, впоследствии не участвовав в конкурсе с 2005 по 2015 год. Польша вернулась на конкурс в 2016 году: тогда страну представляла Оливия Вечорек с песней «Nie zpomnij», которая заняла 11-е место с 60 баллами. В 2017 году Алисия Рега представляла Польшу с песней «Mój dom», заняв 8-е место со 138 баллами. В 2018 и 2019 годах Польша становилась победительницей «Детского Евровидения»: тогда страну представляли Роксана Венгель с песней «Anyone I Want To Be» и Вики Габор с песней «Superhero» соответственно. Более того, Польша стала первой страной на «Детском Евровидении», победившей два раза подряд. В 2021 году Сара Джеймс представляла Польшу с песней «Somebody», заняв 2-е место с 218 баллами, что на 6 баллов меньше, чем у Малены, победительницы конкурса.

## Национальный отбор
Польский телевещатель TVP в четвёртый раз подряд выбирал представителя на «Детское Евровидение» через шоу «Szansa na Sukces», которое также использовалось в качестве национального отбора на «Евровидение-2020». Шоу состояло из трёх полуфиналов, которые транслировались 4, 11 и 18 сентября, а также финала, который состоялся 25 сентября 2022 года. Ведущим всех шоу был Александр Сикора (один из ведущих «Детского Евровидения — 2019»), а транслировал их телеканал TVP2. Семь певцов, выбранных во время прослушиваний, состоявшихся 14 и 15 мая в Варшаве, выступили в каждом полуфинале, где финалистов отбора определило жюри.

#### Первый полуфинал
Первый полуфинал состоялся 4 сентября 2022 года. Темой данного полуфинала была «мировые хиты». Двух финалистов, а также участника, получившего поощрительную грамоту, выбрало жюри, состоявшее из трёх человек: Клео (представительница Польши на «Евровидении — 2014»), Сара Джеймс (представительница Польши на «Детском Евровидении — 2021») и Марек Сероцки (польский комментатор «Детского Евровидения»). Впервые была использована возможность выбрать второго финалиста: Лаура Бончкевич была выбрана при помощи «Золотого билета».
| №  | Участник              | Песня (Оригинальный исполнитель)         | Итог                  |
| -- | --------------------- | ---------------------------------------- | --------------------- |
| 01 | Лаура Бончкевич       | «Run» (OneRepublic)                      | Золотой билет         |
| 02 | Зофия Тофилюк         | «Hold My Hand» (Леди Гага)               | Выбыла                |
| 03 | Наталия Смас          | «Easy On Me» (Адель)                     | Финалист              |
| 04 | Хелена Влодарчик      | «Diamonds» (Сэм Смит)                    | Поощрительная грамота |
| 05 | Ига Качинска          | «Dynamite» (BTS)                         | Выбыла                |
| 06 | Анастасия Бронишевска | «Wonder» (Шон Мендес)                    | Выбыла                |
| 07 | Елена Попович         | «Rain On Me» (Леди Гага и Ариана Гранде) | Выбыла                |

#### Второй полуфинал
Второй полуфинал состоялся 11 сентября 2022 года. Темой данного полуфинала была «Польша на „Детском Евровидении”». Итог полуфинала определило жюри, состоящее из трёх человек: Ланберри, Вики Габор (победительница «Детского Евровидения — 2019») и Марек Сероцки (польский комментатор «Детского Евровидения»).
| №  | Участник          | Песня (Оригинальный исполнитель)                            | Итог                  |
| -- | ----------------- | ----------------------------------------------------------- | --------------------- |
| 01 | Корнелия Садовска | «Superhero» (Вики Габор)                                    | Выбыла                |
| 02 | Амелия Борковска  | «I'll Be Standing» (Ала Трач)                               | Выбыла                |
| 03 | Зося Шука         | «Somebody» (Сара Джеймс)                                    | Поощрительная грамота |
| 04 | Александер Малонг | «Mój dom» (Алисия Рега)                                     | Финалист              |
| 05 | Джулия Костыла    | «Anyone I Want to Be» (Роксана Венгель)                     | Выбыла                |
| 06 | Лена Войчицка     | «Share the Joy» (Общая песня «Детского Евровидения — 2019») | Поощрительная грамота |
| 07 | Виктория Конис    | «#MoveTheWorld» (Общая песня «Детского Евровидения — 2020») | Выбыла                |

#### Третий полуфинал
Третий полуфинал состоялся 18 сентября 2022 года. Темой данного полуфинала была «Великие хиты Евровидения». Итог полуфинала определило жюри, состоящее из четырёх человек: Ала Трач (представительница Польши на «Детском Евровидении — 2020»), Михал Вишневски (представитель Польши на «Евровидении-2003» и «Евровидении-2006» в составе группы Ich Troje), Ида Новаковская (одна из ведущих «Детского Евровидения — 2019» и «Детского Евровидения — 2020») и Марек Сероцки (польский комментатор «Детского Евровидения»).
| №  | Участник               | Песня (Оригинальный исполнитель)               | Итог                  |
| -- | ---------------------- | ---------------------------------------------- | --------------------- |
| 01 | Кинга Кипигрох         | «Euphoria» (Лорин)                             | Поощрительная грамота |
| 02 | Юлия Ковальска         | «Arcade» (Дункан Лоуренс)                      | Выбыла                |
| 03 | Ида Варгског           | «If I Were Sorry» (Франс)                      | Финалист              |
| 04 | Бениамин Новацки       | «Fairytale» (Александр Рыбак)                  | Выбыл                 |
| 05 | Александр Шварновецкий | «Waterloo» (ABBA)                              | Поощрительная грамота |
| 06 | Антонина Крашевска     | «Save Your Kisses for Me» (Brotherhood of Man) | Выбыла                |
| 07 | Алисия Смык            | «Light Me Up» (Gromee)                         | Выбыла                |

#### Финал
Финал состоялся 25 сентября 2022 года. В первом раунде все участники исполнили песни из полуфинала, в котором принимали участие. Два участника прошли во второй раунд по итогам голосования жюри (50%) и зрителей (50%). Во втором раунде участники исполнили оригинальные песни, а победителя определило жюри, состоящее из трёх человек: Конрад Смуга (руководитель польских выступлений на «Евровидении»), Гжегож Урбан (музыкальный руководитель «Szansa na Sukces») и Анна Цизовска-Андура (директор развлекательного отдела TVP). Группа, состоящая из Рафала Бжозовского (одного из ведущих «Детского Евровидения — 2020» и представителя Польши на «Евровидении-2021»), Вики Габор (победительницы «Детского Евровидения — 2019») и Марека Сероцкого (польского комментатора «Детского Евровидения») озвучивала свои отзывы о песнях во время шоу, но не имела права голосовать. В дополнение к выступлениям участников отбора, Вики Габор исполнила свой новый сингл «Barbie» в качестве интервал-акта.
| №  | Участник          | Песня (Оригинальный исполнитель)         | Итог     |
| -- | ----------------- | ---------------------------------------- | -------- |
| 01 | Наталия Смас      | «Rain On Me» (Леди Гага и Ариана Гранде) | Выбыла   |
| 02 | Ида Варгског      | «Arcade» (Дункан Лоуренс)                | Выбыла   |
| 03 | Александер Малонг | «Somebody» (Сара Джеймс)                 | Финалист |
| 04 | Лаура Бончкевич   | «Hold My Hand» (Леди Гага)               | Финалист |

| №  | Участник          | Песня         | Автор(-ы) песен                                 | Место | Итого |
| -- | ----------------- | ------------- | ----------------------------------------------- | ----- | ----- |
| 01 | Лаура Бончкевич   | «To The Moon» | Моника «Мими» Выджинска, Якуб Себастьян Крупски | 1     | 20    |
| 02 | Александер Малонг | «On My Way»   | Gromee, Сара Хмиэль-Громала, Марта Галушевска   | 2     | 16    |

## На «Детском Евровидении»

### Трансляция
Финал конкурса транслировали телеканалы TVP1, TVP Polonia и TVP ABC, комментатором которых был Александр Сикора. После конкурса было объявлено, что рейтинги конкурса в Польше оказались самыми низкими, начиная с 2018 года. Шоу в среднем посмотрели 2.1 миллиона зрителей (на пике — 3.2 миллиона) с долей 15.1%. Тем не менее, Польша на «Детском Евровидении» в четвёртый раз подряд стала страной с самой большой аудиторией.

### Выступление
Порядок выступления стран-участниц «Детского Евровидения — 2022» был определён 5 декабря 2022 года: Польша выступила под вторым номером — после Нидерландов и перед Казахстаном. Лаура участвовала на репетициях, которые состоялись 6 и 8 декабря 2022 года, за которыми последовало «шоу для жюри», которое состоялось вечером 10 декабря 2022 года. Результаты голосования польского жюри объявила Вики Габор — победительница «Детского Евровидения — 2019».

### Голосование
На конкурсе была вновь использована та система голосования, которая была введена в 2017 году, где результаты определяются суммой баллов онлайн-голосования (50%) и голосования жюри (50%). В каждой стране-участнице было национальное жюри, состоящее из 5 человек: трое из них — профессионалы музыкальной индустрии, а двое — дети в возрасте от 10 до 15 лет, которые должны были быть гражданами страны, от имени которой они голосовали.
Онлайн-голосование состояло из двух этапов: первый этап онлайн-голосования начался 9 декабря 2022 года, когда на сайте конкурса (junioreurovision.tv) были показаны отрывки репетиций участников, после чего зрители смогли проголосовать за 3 участников. Первый этап онлайн-голосования завершился 11 декабря 2022 года в 15:59 по центральноевропейскому времени. Второй этап онлайн-голосования начался сразу после последнего, шестнадцатого, выступления и длился 15 минут.
По итогам голосования Польша заняла 10-е место, набрав 95 баллов: по итогам голосования жюри Польша заняла 11-е место с 42 баллами, а по итогам онлайн-голосования — 9-е место с 53 баллами.

| Баллы                                                 | Страна             |
| ----------------------------------------------------- | ------------------ |
| 12 баллов                                             |                    |
| 10 баллов                                             |                    |
| 8 баллов                                              | Албания            |
| 7 баллов                                              | Армения            |
| 6 баллов                                              | Украина            |
| 5 баллов                                              | Италия Мальта      |
| 4 балла                                               | Северная Македония |
| 3 балла                                               | Ирландия           |
| 2 балла                                               | Испания Нидерланды |
| 1 балл                                                |                    |
| Польша получила 53 балла по итогам онлайн-голосования |                    |

| Баллы     | Страна         |
| --------- | -------------- |
| 12 баллов | Грузия         |
| 10 баллов | Ирландия       |
| 8 баллов  | Сербия         |
| 7 баллов  | Украина        |
| 6 баллов  | Албания        |
| 5 баллов  | Франция        |
| 4 балла   | Португалия     |
| 3 балла   | Великобритания |
| 2 балла   | Армения        |
| 1 балл    | Испания        |

### Подробные результаты голосования
| Подробные результаты голосования Польши | Подробные результаты голосования Польши | Подробные результаты голосования Польши | Подробные результаты голосования Польши | Подробные результаты голосования Польши | Подробные результаты голосования Польши | Подробные результаты голосования Польши | Подробные результаты голосования Польши | Подробные результаты голосования Польши | Подробные результаты голосования Польши |
| №                                       | Страна                                  | Судья A                                 | Судья B                                 | Судья C                                 | Судья D                                 | Судья E                                 | Место                                   | Баллы                                   |                                         |
| --------------------------------------- | --------------------------------------- | --------------------------------------- | --------------------------------------- | --------------------------------------- | --------------------------------------- | --------------------------------------- | --------------------------------------- | --------------------------------------- | --------------------------------------- |
| 1                                       | Нидерланды                              | 7                                       | 15                                      | 7                                       | 6                                       | 13                                      | 11                                      |                                         |                                         |
| 2                                       | Польша                                  |                                         |                                         |                                         |                                         |                                         |                                         |                                         |                                         |
| 3                                       | Казахстан                               | 15                                      | 14                                      | 15                                      | 14                                      | 11                                      | 15                                      |                                         |                                         |
| 4                                       | Мальта                                  | 8                                       | 11                                      | 12                                      | 12                                      | 15                                      | 13                                      |                                         |                                         |
| 5                                       | Италия                                  | 13                                      | 12                                      | 10                                      | 15                                      | 7                                       | 12                                      |                                         |                                         |
| 6                                       | Франция                                 | 3                                       | 9                                       | 5                                       | 13                                      | 2                                       | 6                                       | 5                                       |                                         |
| 7                                       | Албания                                 | 4                                       | 10                                      | 2                                       | 8                                       | 5                                       | 5                                       | 6                                       |                                         |
| 8                                       | Грузия                                  | 1                                       | 1                                       | 1                                       | 1                                       | 1                                       | 1                                       | 12                                      |                                         |
| 9                                       | Ирландия                                | 5                                       | 6                                       | 3                                       | 4                                       | 4                                       | 2                                       | 10                                      |                                         |
| 10                                      | Северная Македония                      | 11                                      | 13                                      | 14                                      | 10                                      | 14                                      | 14                                      |                                         |                                         |
| 11                                      | Испания                                 | 12                                      | 5                                       | 4                                       | 9                                       | 10                                      | 10                                      | 1                                       |                                         |
| 12                                      | Великобритания                          | 14                                      | 7                                       | 8                                       | 3                                       | 8                                       | 8                                       | 3                                       |                                         |
| 13                                      | Португалия                              | 6                                       | 2                                       | 13                                      | 11                                      | 9                                       | 7                                       | 4                                       |                                         |
| 14                                      | Сербия                                  | 2                                       | 3                                       | 11                                      | 7                                       | 6                                       | 3                                       | 8                                       |                                         |
| 15                                      | Армения                                 | 9                                       | 4                                       | 9                                       | 5                                       | 12                                      | 9                                       | 2                                       |                                         |
| 16                                      | Украина                                 | 10                                      | 8                                       | 6                                       | 2                                       | 3                                       | 4                                       | 7                                       |                                         |

### Комментарии
1. ↑  Из-за того, что окончательное решение, в случае ничьи, принимает жюри, результаты телеголосования не могли повлиять на конечный результат. В конечном итоге, телеголосование всё равно проводилось, но скорее играло роль опроса.